# 1918 na ciência

## Eventos
- Emmy Noether: Teorema de Noether – condições nas quais as leis da conservação são válidas

Doença e medicina
- Gripe de 1918

## Nascimentos
| Data            | Nome                       | Profissão                                                                  | Nacionalidade                         | Observações | Ref                       |
| --------------- | -------------------------- | -------------------------------------------------------------------------- | ------------------------------------- | --- | ------------------------- |
| 15 de janeiro   | David George Kendall       | matemático                                                                 | Reino Unido da Grã-Bretanha e Irlanda | m. 2007 Medalha De Morgan 1989 Medalha Sylvester 1976                                                                     | [ 1 ] [ 2 ]               |
| 12 de fevereiro | Julian Schwinger           | físico                                                                     | Estados Unidos                        | m. 1994 Nobel da Física 1965                                                                                              | [ 3 ]                     |
| 17 de fevereiro | Alfred Horn                | matemático                                                                 | Estados Unidosb                       | m. 2001 |                           |
| 16 de março     | Frederick Reines           | físico                                                                     | Estados Unidos                        | m. 1998 Nobel da Física 1995                                                                                              | [ 3 ]                     |
| 20 de abril     | Kai Siegbahn               | físico                                                                     | Suécia                                | m. 2007 Nobel da Física 1981                                                                                              | [ 3 ]                     |
| 11 de maio      | Richard Feynman            | físico                                                                     | Estados Unidos                        | m. 1988 Nobel da Física 1965 Medalha Oersted 1972                                                                         | [ 3 ] [ 4 ]               |
| 15 de maio      | Bertram Neville Brockhouse | físico                                                                     | Canadá                                | m. 2003 Nobel da Física 1994                                                                                              | [ 3 ]                     |
| 19 de maio      | Abraham Pais               | físico                                                                     | Países Baixos                         | m. 2000 |                           |
| 18 de junho     | Jerome Karle               | físico-químico                                                             | Estados Unidos                        | m. 2013 Nobel da Química 1985                                                                                             | [ 5 ]                     |
| 2 de julho      | Douglas James Shearman     | geólogo e sedimentologista                                                 | Reino Unido da Grã-Bretanha e Irlanda | m. 2003 Medalha Lyell 1984 Medalha Wollaston 1997                                                                         | [ 6 ] [ 7 ]               |
| 31 de julho     | Paul Delos Boyer           | químico                                                                    | Estados Unidos                        | Nobel da Química 1997 | [ 5 ]                     |
| 13 de agosto    | Frederick Sanger           | bioquímico                                                                 | Reino Unido da Grã-Bretanha e Irlanda | m. 2013 Nobel da Química 1958 Nobel da Química 1980 Medalha Real 1969 Prémio Albert Lasker de Pesquisa Médica Básica 1979 | [ 5 ] [ 8 ] [ 9 ]         |
| 8 de setembro   | Derek Barton               | químico                                                                    | Reino Unido da Grã-Bretanha e Irlanda | m. 1998 Nobel da Química 1969 Medalha Copley 1980 Medalha Real 1972                                                       | [ 5 ] [ 10 ] [ 8 ]        |
| 15 de setembro  | Alfred D. Chandler         | professor de Administração e História Económica na Harvard Business School | Estados Unidos                        | m. 2007 |                           |
| 27 de setembro  | Martin Ryle                | físico e astrofísico                                                       | Reino Unido da Grã-Bretanha e Irlanda | m. 1984 Nobel da Física 1974 Medalha Bruce 1974 Medalha Hughes 1954 Medalha Real 1973                                     | [ 3 ] [ 11 ] [ 12 ] [ 8 ] |
| 4 de outubro    | Ken'ichi Fukui             | químico                                                                    | Japão                                 | m. 1998 Nobel da Química 1981                                                                                             | [ 5 ]                     |
| 8 de outubro    | Jens Christian Skou        | químico                                                                    | Dinamarca                             | Nobel da Química 1997 | [ 5 ]                     |
| 28 de outubro   | José Leite Lopes           | físico                                                                     | Brasil                                | m. 2006 |                           |
| 10 de novembro  | Ernst Otto Fischer         | químico                                                                    | Alemanha                              | m. 2007 Nobel da Química 1973                                                                                             | [ 5 ]                     |
| ??              | George Carrier             | matemático                                                                 | Estados Unidos                        | m. 2002 Medalha Theodore von Karman 1977 Medalha Timoshenko 1978                                                          | [ 13 ] [ 14 ]             |

## Mortes
| Data          | Nome                 | Profissão                         | Nacionalidade   | Observações                    | Ref   |
| ------------- | -------------------- | --------------------------------- | --------------- | ------------------------------ | ----- |
| 6 de janeiro  | Georg Cantor         | matemático                        | Alemanha        | n. 1845 Medalha Sylvester 1904 | [ 2 ] |
| 10 de janeiro | August Oetker        | farmacêutico                      | Alemanha        | n. 1862                        |       |
| 20 de abril   | Karl Ferdinand Braun | físico                            | Alemanha        | n. 1850 Nobel da Física 1909   | [ 3 ] |
| 27 de abril   | Oscar Troplowitz     | farmacêutico                      | Alemanha        | n. 1863                        |       |
| 1 de maio     | Grove Karl Gilbert   | acadêmico em literatura e geólogo | Estados Unidos  | n. 1843 Medalha Wollaston 1900 | [ 7 ] |
| 22 de agosto  | Korbinian Brodmann   | neurologista e psiquiatra         | Alemanha        | n. 1868                        |       |
| 31 de agosto  | André-Louis Cholesky | cartógrafo                        | França          | n. 1875                        |       |
| 28 de outubro | Ulisse Dini          | matemático e político             | Itália          | n. 1845                        |       |
| 3 de novembro | Aleksandr Lyapunov   | matemático e físico               | União Soviética | n. 1857                        |       |

## Prémios

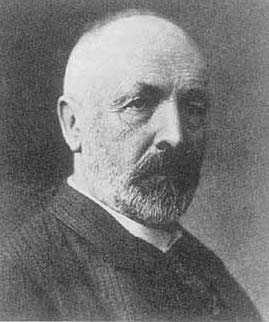
Georg Cantor (1918-1945)

### Medalha Copley
- Hendrik Lorentz[10]

### Medalha Darwin
- Henry Fairfield Osborn[15]

### Medalha Davy
- F Stanley Kipping[16]

### Medalha Edison IEEE
- Benjamin G. Lamme[17]

### Medalha Guy de prata
- J. Shield Nicholson[18]

### Medalha Hughes
- Irving Langmuir[12]

### Medalha Lyell
- Henry Woods[6]

### Medalha Matteucci
- Robert Williams Wood[19]

### Medalha Murchison
- Joseph Burr Tyrrell[20]

### Medalha de Ouro da Royal Astronomical Society
- John Evershed[21]

### Medalha Real
- Astronomia - Alfred Fowler[8]
- Bioquímica - Frederick Gowland Hopkins[8]

### Medalha Rumford
- Charles Fabry[22]

### Medalha Wollaston
- Charles Doolittle Walcott[7]

### Prémio Nobel
- Física - Max Karl Ernst Ludwig Planck.[3]
- Química - Fritz Haber.[5]
- Medicina - Não atribuído.

### Prémio Rumford
- Theodore Lyman[23]